# Darius Paul Dassault
Darius-Paul Dassault geborener Darius-Paul Bloch (* 13. Januar 1882 in Paris; † 3. Mai 1969 ebenda) war ein französischer General, der in der französischen Résistance war und dort das Pseudonym Dassault annahm.

## Leben
Dassault studierte an der Pariser École polytechnique und wurde 1901 promoviert. Er machte Karriere in der Armee und wurde 1933 Général de brigade. Während der Besatzungszeit war er aktiv im Widerstand und erhielt den Namen Dassault, der sich aus dem Codenamen „Chardasso“ und vermutlich von „char d’assaut“ ableitet, Französisch für Kampfpanzer. 1944 wurde er zum Großkanzler der Ehrenlegion ernannt (grand chancelier de la Légion d’honneur) und hatte diese Position bis 1954 inne. 1953 wurde er in die Académie des sciences aufgenommen. Er ist der 10 Jahre ältere Bruder des Luftfahrtunternehmers Marcel Bloch, der ebenfalls den Namen Dassault annahm.

## Laufbahn
- 20. März 1933 Général de brigade
- 23. März 1936 Général de division
- 19. Dezember 1938 Général de corps d’armée
- 31. Dezember 1947 Général d’armée